# サーチュイン遺伝子
サーチュイン遺伝子は、長寿遺伝子または長生き遺伝子、抗老化遺伝子とも呼ばれ、その活性化により生物の寿命が延びるとされる。サーチュイン遺伝子の活性化により合成されるタンパク質、サーチュイン（英語 Sirtuin）はヒストン脱アセチル化酵素であるため、ヒストンとDNAの結合に作用し、遺伝的な調節を行うことで寿命を延ばすと考えられている。この様なサーチュインの作用メカニズムはマサチューセッツ工科大学のレオナルド・ガレンテのグループが1999年に見出した。酵母のSir2遺伝子がヒストン脱アセチル化酵素であることを見出し、この酵素の作用が代謝や遺伝子サイレンシング、加齢に関与していることを示唆した。
サーチュイン遺伝子による寿命延長効果は酵母、線虫、ショウジョウバエで報告されているが、これらの実験結果を否定する報告もあり、まだ確定した効果とは言えない。

## レスベラトロールとの関係
サーチュイン遺伝子は飢餓やカロリー制限によって活性化されるが、この他に赤ワインに多く含まれるポリフェノールの一種、レスベラトロールによって活性化される。このことは高カロリー食マウスを使った実験でも確認された。ただし、グラス一杯の赤ワインに含まれるレスベラトロールの量は実験に使われた投与量の0.3%に過ぎず、これは人間の体重に置き換えると1日にボトル100本前後飲まなくてはならなくなり、赤ワインでサーチュイン遺伝子を活性化するのは非現実的である。このため、レスベラトロールを始め、サーチュイン遺伝子を活性化する物質の研究が行われている。米国ではレスベラトロールのサプリメントが販売され年間30億円を売り上げるヒット商品になっているという。

## 寿命延長以外の作用
サーチュイン遺伝子は寿命や老化以外の作用も研究されている。マサチューセッツ大学の研究チームは、サーチュイン遺伝子の一種であるSIRT1遺伝子を欠損させたマウスで記憶障害が見られ記憶の調節に関与する可能性があり、さらにアルツハイマー病と筋萎縮性側索硬化症の動物モデルで神経変性疾患治療への応用を示唆している。
サーチュイン活性化物質（Sirtuin-activator)を積極的に開発している米国の会社Sirtris Pharmaceuticals Inc.のホームページによれば、SIRT1-activatorはアルツハイマー病等の神経変性疾患、動脈硬化、心不全、慢性閉塞性肺疾患、炎症性腸疾患、2型糖尿病、肥満、筋肉減少症、廃用性萎縮症に効果があるという。Sirtiris社が開発した複数のSIRT1-activatorは低分子化合物で、現在も糖尿病治療薬として臨床試験中であるが、開発薬のいくつかは効果が無いという結果が出ている、。なおSirtris社は2004年創設、2008年に大手製薬会社グラクソ・スミスクラインに買収された。

## サーチュイン遺伝子の種類
サーチュインは単細胞の酵母から線虫、ショウジョウバエからヒトまで広く分布する。酵母から初めて見つかった遺伝子はsir2と命名された。ヒトを含む哺乳類では7種類が見つかっておりSIRT1～7と命名されている。SIR2とSIRT1は極めて高い類似性を持つ。

## 関連書籍
- 書籍
  - 『レオナルド・ガレンテ-「長寿遺伝子」を解き明かす』 レオナルド ガレンテ、白澤卓二、日本放送出版協会（2007/11） ISBN 978-4140812235
  - 『長寿遺伝子を鍛える-カロリーリストリクションのすすめ』 坪田一男、新潮社（2008/10）
  - 『長寿遺伝子をオンにする生き方（青春新書INTELLIGENCE）』 白澤卓二、青春出版社（2009/6）
  - 『長寿遺伝子が寿命を延ばす』 NHK「サイエンスZERO」 取材班+今井眞一郎（2011.10）
- 雑誌
  - 『日経サイエンス 2006年5月号 特集：長寿の科学 「長生き遺伝子」の秘密を探る』[16]
  - 『実験医学 2010年12月号 サーチュイン研究の最前線』[17]